# Zwei- und Dreisprachigkeitsnachweis
Der Zweisprachigkeitsnachweis (italienisch attestato di bilinguismo, ladinisch atestat dl bilinguism)  ist ein Sprachzertifikat für Deutsch und Italienisch, das für eine unbefristete Anstellung im öffentlichen Dienst in Südtirol (Italien) erforderlich ist. Der Dreisprachigkeitsnachweis (italienisch attestato di trilinguismo, ladinisch atestat de trilinguism) umfasst zusätzlich Ladinisch und ist vor allem für die Besetzung von Stellen in den Südtiroler Anteilen Ladiniens, also im Gadertal und in Gröden, ausschlaggebend. Die Zertifikate werden von der amtlichen Dienststelle für die Zwei- und Dreisprachigkeitsprüfungen vergeben und existieren für vier verschiedene Sprachniveaus (gemäß GERS-Klassifikation: C1, B2, B1, A2). Innerhalb der rechtlichen Rahmenbedingungen gibt es verschiedene Möglichkeiten zum Nachweis von Sprachkenntnissen: Das Bestehen der amtlich durchgeführten Zweisprachigkeitsprüfung bzw. Dreisprachigkeitsprüfung war von 1977 bis 2010 der einzige Weg zur Erlangung eines Nachweises; in jüngerer Zeit wurden alternative Möglichkeiten eingeräumt, nämlich das Vorlegen von Sprachzertifikaten international anerkannter Körperschaften, persönliche Bildungsbiographien und – in Kombination mit den zuvor genannten – amtlich durchgeführte einsprachige Prüfungen.

## Anwendungsbereiche
Ein Zweisprachigkeitsnachweis bzw. ein fallweise nachgefragter Dreisprachigkeitsnachweis ist prinzipiell notwendig, um eine unbefristete öffentliche Anstellung in Südtirol zu erlangen. Dies gilt auch im Falle von Versetzungen aus dem übrigen Italien. Verlangt werden die Nachweise von Gemeinden und Bezirksgemeinschaften, von der Autonomen Provinz Bozen – Südtirol und der Autonomen Region Trentino-Südtirol, sowie von staatlichen Stellen (etwa Gerichten, der Steuerbehörde). Gleichermaßen erforderlich sind sie für eine Anstellung bei Konzessionsunternehmen, die Dienstleistungen von zentraler Bedeutung ausüben (etwa Poste Italiane, Trenitalia).
Gleichwohl bestehen gewichtige Ausnahmen: Unberührt von der Pflicht zur Zweisprachigkeit bleibt zum einen das Militär; zum anderen gibt es keine Pflicht zur Vorlage von Zwei- oder Dreisprachigkeitsnachweisen für Anwärter auf den Lehrberuf. Da die Südtiroler Schulen nach Muttersprachen getrennt geführt werden, müssen Lehrer z. B. deutscher Muttersprache in deutschen Schulen nicht zwingend einen Zweisprachigkeitsnachweis haben. Verfügen sie jedoch über den Nachweis, kommt ihnen eine Gehaltssteigerung in Form einer Zweisprachigkeitszulage zugute. Weiters gibt es Ausnahmen von der Pflicht zur Zweisprachigkeit bei zeitlich befristeten Einstellungen.
Mitunter verlangen in Südtirol auch Arbeitgeber in der Privatwirtschaft Zweisprachigkeitsnachweise von Bewerbern.

## Sprachniveaus
Da die erforderlichen Kompetenzen in den verschiedenen Amtssprachen sehr vom beruflichen Umfeld abhängen, existieren die Zertifikate für vier verschiedene Sprachniveaus.
- Sprachniveau C1: Die Anforderungen entsprechen einer Prüfung auf universitärer Ebene. Das Zertifikat ist für Stellen wie z. B. Arzt, Architekt, Ingenieur und Zweitsprachenlehrer erforderlich.

- Sprachniveau B2: Es handelt sich um eine Prüfung auf Matura-Niveau. Sie wird bei Besetzung von Stellen wie Krankenpfleger, Sekretär, Schalterangestellter und dergleichen gefordert.

- Sprachniveau B1: Das Niveau befindet sich auf dem einer Fachschule oder abgeschlossener Handwerkerlehre. Daher wird sie bei der Bewerbung um Stellen wie z. B. Koch, Tischler oder Förster benötigt.

- Sprachniveau A2: Die Prüfung wird bei der Besetzung von Berufsbildern wie Arbeiter, Hilfsarbeiter, Raumpfleger und dergleichen vorausgesetzt.

Jedes Zertifikat kann unabhängig vom persönlichen Bildungsgrad erlangt werden. Ein erworbener Zwei- bzw. Dreisprachigkeitsnachweis hat zeitlich unbegrenzte Gültigkeit.

## Nachweis von Sprachkenntnissen

### Zwei- und Dreisprachigkeitsprüfungen
Das Konzept einer Zwei- bzw. Dreisprachigkeitsprüfung in seiner heutigen Form basiert auf dem 1972 in Kraft getretenen Zweiten Autonomiestatut, das das Recht auf Gebrauch der Muttersprache im Verkehr mit allen für Südtiroler relevanten öffentlichen Verwaltungseinrichtungen und Dienstleistern gesetzlich verankerte. Die konkrete Durchführungsbestimmung dazu, die konsequenterweise alle Neueinstellungen von einem zuvor erbrachten Nachweis angemessener Sprachkenntnisse abhängig machte, wurde 1976 verabschiedet. Am 15. Juni 1977 fanden die ersten vom Land Südtirol organisierten Sprachtests auf der Grundlage der neuen Bestimmungen statt. Ursprünglich waren diese Prüfungen der einzige Weg, um den von öffentlichen Arbeitgebern eingeforderten Nachweis sprachlicher Qualifikationen erlangen zu können. Durchgeführt werden sie von der eigens eingerichteten amtlichen Dienststelle für die Zwei- und Dreisprachigkeitsprüfungen.
Die Zweisprachigkeitsprüfung evaluiert die Deutsch- und Italienischkenntnisse eines Bewerbers innerhalb eines Prüfungstermins. Sie besteht aus einem Hörverständnistest, einem Leseverständnistest, einer schriftlichen und einer mündlichen Aufgabenstellung. Die Bewertung erfolgt durch eine paritätisch mit deutsch- und italienischsprachigen Mitgliedern besetzte Kommission. Die Dreisprachigkeitsprüfung besteht aus einer Zweisprachigkeitsprüfung und einer an einem gesonderten Termin stattfindenden Ladinischprüfung. Die Ladinischprüfung wird sowohl in der Grödner als auch der Gadertaler Varietät angeboten.
Lange Jahre kam bei den Prüfungen zur Unterscheidung der vier Sprachniveaus ein eigens entworfenes Schema zur Anwendung, das die (in der damaligen Diktion) Laufbahnen A, B, C und D unterschied, wobei A für das höchste und D für das niedrigste erforderliche Sprachniveau stand. 2014 (Deutsch- und Italienischprüfung) bzw. 2017 (Ladinischprüfung) erfolgte dann eine Angleichung an den Gemeinsamen europäischen Referenzrahmen für Sprachen, was sich in überarbeiteten Testformaten und der Übernahme der Kodierungen C1, B2, B1 und A2 für die Sprachniveaus niederschlug.
Die Erfolgsquoten bei den Tests variieren signifikant je nach Sprachniveau: So bestanden 43,5 % der Kandidaten im Jahr 2019 die Zweisprachigkeitsprüfung des Sprachniveaus C1 (ehemals A), während es beim Sprachniveau B2 (ehemals B) 39,4 % und beim Sprachniveau B1 (ehemals C) 48,3 % waren; beim Sprachniveau A2 (ehemals D) hingegen bestanden 75,8 % der Anwärter die Prüfung. Die Erfolgsquoten bei den Ladinischprüfungen sind jeweils deutlich höher. Nach Sprachgruppen aufgeschlüsselte Daten werden seit 1991 nicht mehr erhoben.

### Sprachzertifikate international anerkannter Körperschaften
Seit 2010 besteht für Deutsch und Italienisch die Möglichkeit, Sprachzertifikate international anerkannter Körperschaften vorzulegen und als äquivalent anerkennen zu lassen. Die Liste der anerkannten Bescheinigungen ist vom Land Südtirol exakt definiert und umfasst für die deutsche Sprache Zertifikate des Goethe-Instituts, des TestDaF-Instituts, des Deutschen Volkshochschul-Verbands (TELC), der Hochschulen des Unicert-Netzwerks sowie das Deutsche Sprachdiplom der Kultusministerkonferenz und das Österreichische Sprachdiplom; für die italienische Sprache werden Zertifikate der Società Dante Alighieri, der Ausländeruniversität Perugia, der Ausländeruniversität Siena und der Universität Roma Tre akzeptiert.
Wird nur ein Sprachzertifikat eingereicht, dann kann bei der Dienststelle für die Zwei- und Dreisprachigkeitsprüfungen eine ergänzende einsprachige Prüfung in der nicht zertifizierten Sprache abgelegt werden. Beispiel: Wird nur ein am Goethe-Institut erworbenes Deutsch-Zertifikat vorgelegt, dann kann der noch ausstehende Nachweis von Italienischkenntnissen durch eine amtlich durchgeführte Italienischprüfung erbracht werden.

### Mehrsprachige Bildungsbiographien
Ebenfalls seit 2010 können Zweisprachigkeitsnachweise des Sprachniveaus C1 durch mehrsprachige Bildungsbiographien erlangt werden. Es gibt zwei definierte Varianten, die mittels einer Anerkennung von Studientiteln zum Erwerb des Zweisprachigkeitsnachweises führen. Die erste Variante besteht aus der Kombination der Staatlichen Abschlussprüfung (Matura) in einer Sprache und Bachelor in der anderen Sprache. Die zweite Variante besteht aus der Kombination von Bachelor in einer Sprache und Master oder Ph.D. in der anderen Sprache. Damit ein Studiengang als ausreichende sprachliche Qualifikation anerkannt wird, muss er zu mindestens 80 % in der erforderlichen Sprache gehalten sein. Zur Veranschaulichung zwei konkrete Möglichkeiten: Als Zweisprachigkeitsnachweis des Sprachniveaus C1 gilt beispielsweise eine an einer deutschen Schule abgelegte Staatliche Abschlussprüfung und ein anschließend in italienischer Sprache absolvierter Bachelor-Studiengang an der Universität Padua; ebenso anerkannt wird etwa der Fall eines in italienischer Sprache absolvierten Bachelor-Studiengangs an der Universität Padua und eines anschließend in deutscher Sprache absolvierten Master-Studiengangs an der Universität Innsbruck.
Da im Südtiroler Bildungssystem in Schulen für die ladinische Sprachgruppe, anders als in jenen für die deutsche und die italienische Sprachgruppe, systematisch mehrsprachig unterrichtet wird, ergab sich für Absolventen der ladinischen Schulen, deren Abschlusszeugnisse ja nicht einfach als deutsch oder italienisch gewertet werden konnten, eine Diskriminierung im Anerkennungsmodus. Diese wurde mit einer 2017 eingeführten Regelung bereinigt: Seither gilt ein zehnjähriger Besuch einer Schule für die ladinische Sprachgruppe mit erfolgter Abschlussprüfung in Kombination mit einem absolvierten Hochschulstudium in deutscher oder italienischer Sprache als Dreisprachigkeitsnachweis des Sprachniveaus C1.

### Kombinationsmöglichkeiten
Seit 2021 gibt es zwei Möglichkeiten zur Kombination der oben genannten Nachweise von Sprachkenntnissen für das Niveau C1. Anerkannt werden nun auch die Verbindung aus einem abgeschlossenen Studium in einer Sprache und einem Sprachzertifikat in der anderen Sprache sowie die Verbindung aus einem abgeschlossenen Studium in einer Sprache und einer bei der Dienststelle für die Zwei- und Dreisprachigkeitsprüfungen abgelegten einsprachigen Prüfung in der anderen Sprache.

## Historischer Hintergrund
Das Gebiet des heutigen Südtirol wurde 1918 am Ende des Ersten Weltkriegs von italienischen Truppen besetzt und mit dem Inkrafttreten des Vertrags von Saint-Germain 1920 dem Königreich Italien zugeschlagen. In der Folge wurde unter dem Faschismus die gesamte Verwaltung italianisiert, der Gebrauch der deutschen Sprache war verboten.
Im demokratischen Italien der Nachkriegszeit erlangte Deutsch in Südtirol wieder einen offiziellen Status, die konkrete Sprachenpolitik im Bereich der öffentlichen Verwaltung mit ihrem damals weitgehend italienischsprachigen Personal wurde allerdings von der deutschsprachigen Mehrheitsbevölkerung bald schon als unzureichend kritisiert. Das Erste Autonomiestatut von 1948 hatte zwar die Möglichkeit der Verwendung der deutschen Sprache im Ämterverkehr eingeräumt, allerdings wurden in der Folge keine konkreten Maßnahmen gesetzt, um die Verwendung des Deutschen dann auch im Alltag zu garantieren: So mussten Beamte vor ihrer Einstellung keine entsprechenden Sprachkenntnisse nachweisen und es gab kaum rechtliche Handhabe zur Durchsetzung des Gebrauchs der Muttersprache. Der Südtiroler Landtag erließ zwar am 3. Juli 1959 ein Gesetz, das Neueinstellungen vom Bestehen einer Prüfung zur Kenntnis beider Amtssprachen abhängig machte, allerdings betraf die Regelung nur die damals nicht sonderlich zahlreichen Landesangestellten und die Prüfungen waren auch recht einfach gehalten.
Das Inkrafttreten des Zweiten Autonomiestatuts 1972 brachte umwälzende Änderungen mit sich. Aus der Möglichkeit des Gebrauchs der deutschen Sprache im Ämterverkehr wurde nun ein Recht auf Gebrauch. Die für eine konkrete Umsetzung sorgende Durchführungsbestimmung von 1976 verknüpfte die Zweisprachigkeit der Verwaltung mit dem gleichzeitig eingeführten ethnischen Proporz bei der Vergabe von Arbeitsplätzen. Jede Neueinstellung war nun von einem zuvor erbrachten Nachweis angemessener Sprachkenntnisse abhängig und angewendet wurde diese Regelung auf sämtliche in Südtirol angesiedelten Arbeitsplätze in der öffentlichen Verwaltung und in Konzessionsunternehmen, also etwa auch in staatlichen Dienststellen wie Gerichten oder bei der Post. Während die meisten deutschsprachigen Südtiroler die Neuerungen als längst überfällige Maßnahme begrüßten, erlebten weite Teile der italienischsprachigen Bevölkerung Südtirols die Einführung des Zweisprachigkeitsnachweises als einen Schock, da Deutschkenntnisse relativ wenig verbreitet waren, die 1977 erstmals durchgeführten Sprachtests für viele eine kaum überwindbare Hürde darstellten und somit Erwerbsmöglichkeiten nachhaltig eingeschränkt wurden. In späteren Jahrzehnten setzte allerdings teilweise ein Umdenken ein: Das Gebot eines Zweisprachigkeitsnachweises wurde immer öfter als Mechanismus betrachtet, der die italienischsprachige Bevölkerung Südtirols, so lange sie über ausreichende Deutschkenntnisse verfügt, bei öffentlichen Stellenausschreibungen vor der Konkurrenz aus anderen italienischen Regionen effektiv schützt.
Wesentliche Änderungen des Rechtsrahmens ergaben sich in der Folge eines Urteils des Europäischen Gerichtshofs im Jahr 2000 (EuGH, Rs C-281/98). Bis dato war die amtlich durchgeführte Zweisprachigkeitsprüfung der einzige Weg gewesen, um den von öffentlichen Arbeitgebern eingeforderten Nachweis sprachlicher Qualifikationen erlangen zu können. Der Europäische Gerichtshof urteilte nun, dass es mit dem im Unionsrecht verankerten Grundsatz der Freizügigkeit der Arbeitnehmer nicht vereinbar sei, allein ein einziges und nur in einer einzigen Provinz eines Mitgliedsstaates ausgestelltes Diplom als Sprachnachweis zuzulassen; ein nur in Südtirol erwerbbares Zertifikat stelle eine große Zugangshürde für nicht dort ansässige Personen dar, diese Beschränkung sei sachlich nicht zu rechtfertigen und anderweitig erlangte ebenbürtige Qualifikationen müssten ebenfalls akzeptiert werden. Im Jahr 2010 wurden schließlich nach langjährigen Diskussionen alternative Möglichkeiten zur Erlangung eines Zweisprachigkeitsnachweises eingeführt: zum einen durch das Vorlegen von Sprachzertifikaten international anerkannter Körperschaften und zum anderen durch die persönliche Bildungsbiographie. Weil sich dadurch nun verstärkt die Notwendigkeit ergab, die Testformate der Prüfungen einschließlich der Kodierung der Sprachniveaus (A, B, C, D) an international übliche Standards anzupassen, erfolgte 2014–2017 eine Angleichung an den Gemeinsamen europäischen Referenzrahmen für Sprachen und eine Übernahme dessen Kodierungen (C1, B2, B1, A2).